# Totalt Jävla Mörker
Totalt Jävla Mörker es una banda de crust punk fundada en Skellefteå, Suecia.
Fredrik, vocalista de TJM (Totalt Jävla Mörker), es el baterista de Knugen Faller - una banda que incluía a Inge de The (International) Noise Conspiracy como vocalista hasta 2005. TJM visitó Suecia, Noruega, Finlandia, Alemania y Austria en 2004 y 2005 y jugó en varios festivales de rock sueco.
¢ traducida "Totalt Jävla Mörker" significa "La oscuridad total Cogida".
En una entrevista (Live @ Popstad Skellefteå 2002), la banda afirmó que tomó su nombre del cuarto demo de la banda de metal extremo, Cradle of Filth.

## Discografía parcial
- Då Hämndens Timme Slår (When the Hour of Vengeance Comes) (1998)
- Industri, Betong Och Sålda Själar (Industry, Concrete And Sold Souls) (2000)
- Det Ofrivilliga Lidandets Maskineri (The Machinery of Involuntary Suffering) (2002)
- Människans Ringa Värde (The Insignificant Value of Man) (2004)
- Totalt Jävla Mörker (Total Fucking Darkness) (2006)
- 'Söndra och Härska (Divide and Conquer) (2009)